# Tysk opera
Tysk opera er opera fra tysktalende lande, navnlig Tyskland (eller de historiske stater, der nu danner Forbundsrepublikken Tyskland) og Østrig. Denne artikel fokuserer på opera på tysk med korte omtaler af tyske og østrigske komponister, der skrev opera på andre sprog såvel som ikke-tyske komponister, som skrev operaer på tysk (som fx italienske Ferruccio Busoni).
Den tysksprogede opera etablerede sig bemærkelsesværdigt hurtigt efter fremkomsten af operagenren i Italien. Den første italienske opera var Jacopo Peris Dafne fra 1598. I 1627 komponerede Heinrich Schütz en ny opera til en tysk oversættelse af den samme libretto, som Peri havde brugt.
I det meste af det 17. og 18. århundrede stod den tysksprogede opera dog i skyggen af sin italiensksprogede modpart, idet førende tysk-fødte komponister som Händel og Gluck valgte at arbejde med italiensksprogede forlæg og i genrer, der ikke i udgangspunktet havde en tysk tradition som fx opera seria. Nogle barokkomponister som Reinhard Keiser forsøgte at udfordre den italienske dominans, men det var først med Mozart, at den tysksprogede opera for alvor fik fodfæste. Mozart tog den simple, populære genre, Singspiel og udviklede og sofistikerede den. Beethoven fulgte hans eksempel med den idealistiske Fidelio, og med Jægerbruden fra 1821 fik Weber skabt en enestående tysk operaform i romantikkens ånd. Weber blev imidlertid overskygget af Richard Wagner, som var en af de mest revolutionerende og kontroversielle personer i musikhistorien. Wagner søgte at opnå sit ideal om opera som "musikdrama" ved at udviske den traditionelle skelnen mellem arier og recitativer og i stedet udvikle et kompliceret væv af ledemotiver og et stedse mere kraftigt og udtryksfuldt orkester. Wagner trak også på germansk mytologi i sin store operacyklus Der Ring des Nibelungen. Wagner skulle ændre på, hvad opera var og kunne udtrykke, så stor var hans indflydelse. Den komponist, der havde mest held med at følge i hans fodspor, var Richard Strauss. Operaen blomstrede i tysksprogede lande i begyndelsen af det 20. århundrede med navne som Paul Hindemith, Feruccio Busoni og Kurt Weill, indtil Hitlers magtovertagelse tvang mange komponister til tavshed eller eksil. Efter Anden Verdenskrig fandt unge operakomponister inspiration hos Schönberg og Berg, der havde fremmet nye modernistiske teknikker som atonalitet og serialisme først i århundredet. Hans Werner Henze og Karlheinz Stockhausen er eksempler på komponister, der har arbejdet videre med disse ideer.
Navne som Mozart, Weber, Wagner, Richard Strauss og Berg viser, at Tyskland og Østrig har en af de stærkeste operatraditioner i europæisk kulturliv. Dette fremgår også af det store antal scener, der er i disse lande, især i Tyskland, hvor næsten hver eneste større by har sit eget operateater eller -festival. Festspillene i Salzburg er et eksempel på en berømt østrigsk festival. 

## Barokken

### Fremkomsten af tysk opera
Verdens første opera var Dafne af Jacopo Peri, der blev sat op i Firenze i 1598. Tre årtier senere komponerede Heinrich Schütz en opera til den samme libretto i en oversættelse af digteren Martin Opitz og skabte dermed den første tysksprogede opera. Musikken til Schützs udgave af Dafne er nu gået tabt, og der er kun få nærmere oplysninger om opsætningen, men det vides, at den skal være skrevet for at fejre ægteskabet mellem landgreve Georg II fra Hessen-Darmstadt og prinsesse Sophia Eleonora af Sachsen i Torgau i 1627. Som i Italien, var de første operamæcener i Tyskland og Østrig kongelige og adelige, og de var tilhængere af komponister og sangere fra Italien. Antonio Cesti havde særlig succes med sin ekstravagante opsætning af Il Pomo d'oro ved det kejserlige hof i Wien i 1668. Italiensk opera skulle fortsætte med at udøve en betydelig magt over den tysksprogede opera i barokken og wienerklassiken, men hjemlige former udviklede sig også. I Nürnberg i 1644 lavede Sigmund Theophil Staden en opsætning af en "åndelig pastorale", Seelewig, som indvarslede Singspiel-genren, en underafdeling i tysk opera, hvor arier veksler med talt dialog. Seelewig var en moralsk allegori, der var inspireret af datidens skoledramaer; den er den første tyske opera, hvis musik er overleveret.

### Opera i Hamborg 1678-1738
En anden vigtig udvikling var grundlæggelsen af Theater am Gänsemarkt i Hamborg i 1678, der henvendte sig til den lokale middelklasse, der foretrak opera på sit eget sprog. Det nye operahus åbnede med en opsætning af Johann Theiles Der erschaffene, gefallene und aufgerichtete Mensch, der byggede på historien om Adam og Eva. Teatret skulle dog blive domineret af værker af Reinhard Keiser, en uhyre produktiv komponist, der skrev over hundrede operaer, tres af dem til Hamborg. Indledningsvist havde de værker, der blev opført i Hamborg, alle religiøse temaer som førnævnte opera af Theile. Grunden hertil var, at man forsøgte afværge kritik fra pietistiske kirkemyndigheder, der mente, at teater var umoralsk, men Keiser og hans komponistkolleger som Johann Mattheson udvidede rækken af emner til at omfatte historiske og mytologiske. Keiser trak på udenlandske opera-traditioner i sin udvikling af genren; for eksempel inddrog han danse efter fransk model, som man finder den hos Lully. Recitativet i hans operaer var altid på tysk, så publikum kunne følge handlingen, men fra Claudius i 1703 begyndte han at komponere arier til italiensk tekst, fordi dette sprog gav bedre mulighed for fuld sanglig stemmeudfoldelse. Kendetegnende for stilen i Hamborg var således dens eklekticisme. Orpheus fra 1726 af Telemann indeholder arier på italiensk fra berømte operaer af Georg Friedrich Händel samt kor på fransk, som Lully også havde komponeret. Komiske roller var også populære i Hamburg; personerne i Keisers Der Carneval von Venedig fra 1707 taler i den lokale nedersaksiske dialekt, der står i stærk kontrast kontrast til den ophøjede stil, man finder i opera seria som den fx ses hos Metastasio. Fremtiden tilhørte dog, en tid, den italienske opera. Den mest berømte tyskfødte komponist på den tid, Händel, skrev fire operaer til Hamborg i begyndelsen af sin karriere, men flyttede snart til Italien og England for at skrive opera seria der. I 1738 gik Theater am Gänsemarkt konkurs, og opera på tysk stod de næste årtier tilbage for den italienske.

### Opera seriaog vækst iSingspiel
De andre førende tyske komponister fra den tid havde en tendens til at følge Händels eksempel. Dette skyldtes, at hofferne i de forskellige tyske stater stadig foretrak opera på italiensk. I 1730 nedsatte den førende fortaler for opera seria, den italienske librettist Metastasio, sig som digter ved kejserhoffet i Wien. Johann Adolf Hasse skrev operaer på italiensk for kurfyrsten af Sachsen i Dresden. Hasse skrev også operaer for Frederik den Stores hof i Berlin, ligesom Carl Heinrich Graun gjorde. Kongen leverede selv librettoen til Grauns Montezuma, der blev uropført i 1755.
Uden aristokratiet som mæcen måtte komponister af tyske operaer henvende sig til en bredere offentlighed for at finde aftagere af deres værker. Dette betød, teater-selskaber måtte turnere fra by til by for at finde et publikum. Singspiel blev den mest populære form for tysk opera, især i den form komponisten Johann Adam Hiller gav det. Hillers omarbejdelse af Singspiel Die verwandelten Weiber fra 1766 var en milepæl i genrens historie, men hans mest berømte værk skulle dog blive Die Jagd fra 1770. Disse Singspiele var komedier med en blanding talt dialog og sang og påvirket af lignende genrer, ballad opera fra England og opéra comique i Frankrig. Stykkerne havde ofte sentimentale plots og en meget enkel musik og kunne sjældent måle sig med den samtidige opera seria i kunstnerisk raffinement. Men i slutningen af det 18. århundrede dukkede en komponist op, der ændrede på dette: Wolfgang Amadeus Mozart.

## Wienerklassik

### MozartsSingspiele
Ved slutningen af det 18. århundrede undgik de fleste tyskfødte komponister stadig at skrive operaer på deres eget sprog. Den store figur i det tidlige klassiske periode var Christoph Willibald Gluck, men hans banebrydende reformer var rettet mod italiensk og fransk opera, ikke det tyske repertoire. I 1778 forsøgte kejser Josef II at ændre denne situation gennem sin kunstpolitik. Burgtheater blev erklæret tysk nationalteater, og den unge komponist Wolfgang Amadeus Mozart fik i 1782 en bestilling på Die Entführung aus dem Serail, som skulle hæve den tyske musikkomedie op på et seriøst kunstnerisk plan. Operatruppen, der stod bag opførelsen, blev imidlertid opløst året efter, men værket havde med den succes, det opnåede, vist vejen frem. Goethe erkendte straks, at noget var i gærde, og de følgende år dukkede kommercielle teatre op i Wien med tysk opera på plakaten. Impresarioen Emanuel Schikaneder havde særlig succes med sit Theater auf der Wieden i udkanten af byen. I 1791 overtalte han Mozart til at komponere musikken til en af sine libretti, Die Zauberflöte. Dette viste sig at være mere end et almindeligt Singspiel. Selvom det indeholder traditionelle farceagtige elementer, fik Mozart tilføjet det en ny alvor, især i musikken for Sarastro og hans præster. Die Zauberflöte viste i end højere grad end Die Entführung aus dem Serail vejen frem for den tyske opera.

### Beethoven ogFidelio
Den største tyske komponist i den næste generation var Ludwig van Beethoven, der tog afsæt i Die Zauberflöte ved kompositionen af Fidelio der skulle blive hans eneste opera. Historien handler om en hengiven kone, der redder sin mand fra politisk fængsel. Årene efter den franske revolution i 1789 havde været nogle af de mest turbulente i europæisk historie. I Fidelio ønskede Beethoven at udtrykke revolutionens idealer: Frihed, lighed og broderskab. Han var også inspireret af samtidige franske værker, især "redningsoperaer" af Luigi Cherubini. Beethovens værk havde dog en svær fødsel; selvom Fidelio blev uropført i 1805, var det ikke før 1814, at han udarbejdede sin endelige version. Ikke desto mindre betragtes Fidelio generelt som et mesterværk og som et af de helt centrale værker i det tyske repertoire. 

## Tysk romantisk opera

### Tidlig romantik
I de første år af det nittende århundrede begyndte den kulturelle bevægelse, der er kendt som romantikken, at øve indflydelse på tyske komponister. Romantikerne viste en stor interesse for middelalderen og for tysk folklore. Eventyrsamlinger af Brødrene Grimm og den genopdagede middelalderlige tyske Nibelungenlied, et stort episk digt, var store inspirationskilder for bevægelsen. Der var også ofte en søgen efter en typisk tysk identitet, påvirket af den nye nationalisme, som var opstået i kølvandet af den Napoleons invasioner. Romantikken var allerede fast etableret i den tyske litteratur med forfattere som Tieck, Novalis, Eichendorff og Clemens Brentano. Et af de mest kendte tyske romantiske forfattere, E.T.A. Hoffmann, var også musikteoretiker og komponist, og i 1816 fik han sat en opera,Undine, op i Berlin. En andet vigtig tidlig romantisk opera var Faust af Louis Spohr (også 1816). Både Hoffmann og Spohr tog grundlæggende Singspiel-genren som deres udgangspunkt, men begyndte også at sammenkæde de enkelte numre til forlængede scener. De brugte også motiver som tilbagevendende musikalske temaer i forbindelse med bestemte tegn eller begreber i operaen, som skulle bane vejen for Wagners brug af ledemotivet.

### Weber
Det store gennembrud i tyske romantiske operas historie var Der Freischütz af Carl Maria von Weber, som fik premiere i Berlin den 18. juni 1821. Weber brød sig ikke om Rossinis italienske operaers dominans over hele Europa og ønskede at etablere en enestående opera i tysk stil. Han vendte sig til de tyske folkesange og folklore for at få inspiration; Jægerbruden er baseret på en fortælling fra Gespensterbuch af Apel og Laun om en skytte, der indgår en pagt med djævelen. Webers force var hans eminente evne til at skabe atmosfære via orkestret. Fra ouverturens første takter er det indlysende, at vi befinder os i fortidens skove i Tyskland. Højdepunktet i operaen er gyserscenen i ulveslugten, hvor helten Max indgår sin aftale med djævelen. Jægerbruden blev uhyre populær, ikke kun i Tyskland, men i hele Europa. Weber nåede dog aldrig rigtig sit fulde potentiale som komponist på grund af sin tidlige død på grund af tuberkulose og hans uheldige valg af libretti. Hans store tyske opera efter Der Freischütz, Euryanthe (1823) har en særligt svag tekst og iscenesættes sjældent i dag. Men Euryanthe markerer endnu en milepæl i udviklingen af den seriøse tyske opera. I værket har Weber fuldstændig valgt den talte dialog fra. I dette "gennemkomponerede" arbejde er sondringen mellem recitativ og arie desuden ved at blive udvisket, hvilket især Richard Wagner tog ved lære af.

### Andre komponister i tiden
Webers vigtigste efterfølger indenfor romantisk opera var Heinrich Marschner, som udforskede det gotiske og det overnaturlige nærmere i værker som Der Vampyr (1828) og Hans Heiling (1833). Det var dog med en komisk opera, at Albert Lortzing fik sin største succes. Stykker som Zar und Zimmermann holder sig fortsat i Tyskland i dag, omend Lortzings operaer sjældent sættes op i udlandet. Selvom han begyndte i Tyskland, blev Giacomo Meyerbeer mere berømt for sine bidrag til italiensk og især fransk opera. Han sammensmeltede elementer fra alle tre nationale stilarter i sin udgave af grand opéra, der havde en vigtig indflydelse på udviklingen af den tyske musik, herunder Wagners tidlige værker. Andre betydende operaer fra denne tid omfatter Die Lustigen Weiber von Windsor (1849) af Otto Nicolai og Martha (1847) af Friedrich von Flotow. Senere bidrag kom fra Peter Cornelius (Der Barbier von Bagdad, 1858), Hermann Goetz (Der Widerspänstigen Zähmung, 1874) og Karl Goldmark (Die Königin von Saba, 1875). 
To store komponister fra perioden, som skrev deres vigtigste værker i andre genrer, men som også komponerede operaer, bør også nævnes her: Franz Schubert og Robert Schumann. Schubert skrev mere end en halv snes operaer, primært i Singspiel-stilen. Dog blev næsten ingen af dem opført i løbet af komponistens egen levetid. Schumann skrev kun en opera,Genoveva, der først blev iscenesat i Leipzig i 1850. Selvom den fik ros af Liszt, blev den ikke en varig succes. Dommen over begge disse komponistens operaer har generelt været, at de, selv om de indeholder fremragende musik, har for mange dramatiske svagheder til at kunne hyldes som store sceneværker.

## Wagner
Richard Wagner var en af de mest revolutionerende og kontroversielle komponister i musikhistorien, og hans innovationer skulle ændre opfattelsen af genren for stedse, ikke bare i Tyskland og Østrig, men i hele Europa. Wagner udviklede gradvist et nyt koncept for opera som et Gesamtkunstwerk (en form for totalkunst), der skulle forene kunstarter som musik, digtning og maleri. Hans tidligste eksperimenter fulgte de eksempler, som Weber (Die Feen) og Meyerbeer (Rienzi) satte, men den vigtigste indflydelse var sandsynligvis Beethovens symfoniske musik. Wagner mente selv, at hans karriere for alvor indledtes med Der fliegende Holländer (1843). Sammen med de to værker, som fulgte, Tannhäuser og Lohengrin, er den blevet beskrevet som den tyske romantiske operas højdepunkt. Men disse værker var blot en optakt til endnu mere radikal udvikling. I hans senere dramaer, Tristan und Isolde, Die Meistersinger von Nürnberg, Der Ring des Nibelungen og Parsifal, afskaffede Wagner sondringen mellem arie og recitativ til fordel for den "uendelige melodi". Han gav orkestret en stærkt udvidet rolle og skrev partiturer med et indviklet net af ledemotiver. Han overskred sågar alment accepterede musikalske konventioner, som fx tonalitet, i sin søgen efter større ekspressivitet. Wagner anlagt også en ny filosofisk synsvinkel på opera i sine værker, som ofte byggede på historier fra den germanske mytologi eller legenderne om Arthur. Endelig byggede Wagner sit eget operahus i Bayreuth, der udelukkende var beregnet til opførelse af hans egne værker i en stil, der svarede til hans egne ønsker.

## Senromantisk opera

### Efter Wagner
Wagners nyskabelser kastede en enorm skygge over efterfølgende komponister, der kæmpede for at finde en balance mellem at lade sig inspirere af hans værk og samtidig bevare deres eget udtryk og individualitet. En af de mest succesrige komponister i den følgende generation var Engelbert Humperdinck, hvis Hänsel und Gretel (1893) stadig har en fast plads i operahusenes standardrepertoire i dag. Humperdinck søgte tilbage til folkeviser og eventyr fra Brødrene Grimm efter inspiration. Hänsel og Gretel ofte ses som den ideelle indgang til operagenren for børn, men den har også, inspireret af Wagner, en raffineret orkestrering og en udstrakt brug af ledemotiver, der også vil tiltale voksne operagængere.
Andre komponister fra perioden, der forsøgte sig med opera, omfatter Hugo Wolf (Der Corregidor, 1896) og Wagners egen søn, Siegfried. 

### Richard Strauss
Richard Strauss var stærkt påvirket af Wagner på trods af sin fars modstand. Som syttenårig så han Tannhäuser, Lohengrin og Siegfried, men var uimponeret. De tre andre operaer i Ringen samt Tristan und Isolde fortryllede ham derimod. Selvom Strauss var mere berømt for sine orkesterværker og tonedigte i sine tidlige år som komponist, fik han med Salome (1905) og Elektra (1907) hurtigt etableret sit ry som Tysklands førende komponist. Disse to operaer strakte den tonale musik til bristepunktet med sin stærkt kromatiske musik, de skrappe dissonanser og uløste harmonier. Disse musikalske træk og de grusomme emner, Strauss tog op, viste frem mod ekspressionismen. Elektra markerede også begyndelsen på Strauss' samarbejde med den førende østrigske digter og dramatiker, Hugo von Hofmannsthal, som skabte yderligere fem libretti til komponisten. Med Der Rosenkavalier fra 1910 ændrede Strauss retning og viste udsyn mod Mozart og valsemoden i Wien så meget som mod Wagner. Modernistiske kritikere anklagede ham for at "sælge ud", men Der Rosenkavalier har været en enorm publikumssucces over hele verden. Strauss fortsatte med at ignorere kritikerne og skabte en blanding af farce og høj tragedie med Ariadne auf Naxos, den komplekse allegori Die Frau ohne Schatten, de mere intime værker, Intermezzo og Arabella samt de mytologiske operaer Die ägyptische Helena og Daphne. Strauss tog afsked med musikteateret med Capriccio fra 1942, et "samtalestykke", som undersøger forholdet mellem ord og musik i operaen som genre.

### Andre senromantikere
Andre senropmantiske komponister såsom Franz Schreker (Der ferne Klang, 1912, Der Schatzgräber, 1920), Alexander von Zemlinsky (Eine florentinische Tragödie, 1917, Der Zwerg, 1922) og Erich Korngold (Die Tote Stadt, 1920) undersøger emner, der ligner dem Strauss udforskede i Salome' og Elektra. De kombinerede Wagners ideer med en rig orkestrering, mærkelige harmonier, dissonanser og "dekadente" emner, der afspejler ekspressionismens og Freuds moderne psykologis betydning for kunsten. Alle tre komponister blev udsat for forfølgelse af nazisterne, som fordømte deres værker som entartete Musik ("degenereret musik"). Hans Pfitzner var en anden senromantiker efter Wagner, som dog havde en mere konservativ holdning end førnævnte. Hans store opera Palestrina (1917) er udtryk for tradition snarere end musikalsk modernisme.

### Operettens storhedstid
I slutningen af det nittende århundrede blev en ny, lettere form for opera, operetten, populær i Wien. Operetter havde umiddelbart appellerende melodier, komiske (og ofte useriøse) plots samt talt dialog mellem de musikalske "numre". Wiener-operetten var inspireret af moden for franske operetter af Jacques Offenbach. Der Pensionat (1860) af Franz von Suppé betragtes generelt som den første vigtige operette på tysk, men langt det mest berømte eksempel på genren er Die Fledermaus (1874) af Johann Strauss. Franz Lehárs Die lustige Witwe (1905) blev et veritabelt hit. Blandt andre komponister, der arbejdede i denne stil, kan Oscar Straus og Sigmund Romberg nævnes.

## Modernismen: Den anden Wienerskole
Efter Wagners eksempel havde Richard Strauss, Zemlinsky og Schreker trukket den traditionelle tonalitet til dens absolutte grænser. Nu kom ny gruppe af komponister frem i Wien, som ville gå et skridt videre. Operamodernismen begyndte med operaer af to komponister i den såkaldte Anden Wienerskole, Arnold Schönberg og hans medhjælper Alban Berg, der begge var fortalere for atonalitet og dens senere udvikling til tolvtonemusik (som udarbejdet af Schönberg). Schönbergs tidlige musikdramatiske værker, Erwartung (1909, uropført i 1924) og Die glückliche Hand udviser en kraftig brug af kromatisk harmoni og dissonans i almindelighed. Schönberg brugte også lejlighedsvis Sprechstimme, som han betegnede som: "En stigende og faldende stemme i forhold til de angivne intervaller, idet alt er bundet sammen med tidspunktet og rytmen i musikken, undtagen hvor en pause er angivet". Schönberg anså Moses und Aron for sit operamesterværk, men det var stadig ufærdigt ved hans død.
Schönbergs elev, Alban Berg, skrev to operaer, Wozzeck og Lulu (ufuldstændig ved hans død), som udviser mange af de samme karakteristika som ovenfor beskrevet, men Berg kombinerede sin meget personlige fortolkning af Schönbergs tolvtoneteknik med melodiske passager af en mere traditionelt tonal karakter (der med sit udtryk kan give mindelser om Mahler). Dette forklarer måske delvis, hvorfor hans operaer har holdt sig i standardrepertoiret på trods af deres kontroversielle musik og plots.

## 1918-1945: Weimarrepublikken, mellemkrigstidens Østrig og Det Tredje Rige
Årene efter Første Verdenskrig så den tyske og østrigske kultur blomstre på trods af den omgivende politiske uro. Senromantikkens komponister var stadig på færde, mens erklærede modernister som Schönberg og Berg var kommet i vælten. Den italienskfødte Ferruccio Busoni skabte sin individuelle stil med et forsøg på at sammensmelte Bach og avant-garde, Middelhavet og germansk kultur i sin musik. Han nåede dog ikke at afslutte sin mest markante opera Doktor Faust (1925). Paul Hindemith begyndte sin operakarriere med korte, skandaløse stykker som Mörder, Hoffnung der Frauen, før han vendte sig til Bach, som Busoni havde gjort. Hindemith så den Bach-inspirerede "neo-klassicisme" som en måde at begrænse de senromantiske overdrivelser på. Cardillac (1925) var hans første arbejde i den retning. Hindemith var også interesseret i at sætte moderne liv på scenen i sine operaer (et koncept man har kaldt Zeitoper) ligesom Ernst Krenek, hvis Jonny spielt auf (1927) har en jazzviolinist som sin helt. Kurt Weill afspejlede livet i Weimartyskland på en mere åbenlyst politisk måde. Hans meget berømte samarbejde med Bertolt Brecht om Die Dreigroschenoper (1928) var både en skandale og en enorm publikumssucces.
Adolf Hitlers overtagelse af magten ødelagde denne blomstrende operascene. Efter afbrændingen af Rigsdagen, det tyske regeringssæde, i 1933 var regeringen ironisk nok flyttet til Krolloper, statens operahus i Berlin, som under den eventyrlystne Otto Klemperers ledelse havde set uropførelser af mange innovative værker i 1920'erne, herunder Hindemiths Neues vom Tage. Hindemith reagerede på indførelsen af Det Tredje Rige med hovedværket Mathis der Maler, et portræt af en kunstner forsøger at overleve i en fjendtlig tid. Det fik premiere i Zürich i 1938, da alle opførelser af Hindemiths musik var blevet forbudt i Tyskland det foregående år. I 1940 forlod Hindemith Schweiz for at tage til USA, idet han tilsluttede sig en transatlantisk udvandring af komponister, som omfattede Schoenberg, Weill, Korngold og Zemlinsky. Schreker var død i 1934, idet han var blevet afskediget af nazisterne fra sin stilling som underviser; andre komponister som den lovende Viktor Ullmann skulle omkomme i KZ-lejrene. Nogle operakomponister, herunder Carl Orff, Werner Egk og den aldrende Richard Strauss, forblev i Tyskland for at indfinde sig under nazisternes nyordning, som de bedst kunne.

## Tysk opera efter 1945
Efter Anden Verdenskrig var tidens komponister nødt til at finde en måde at komme til rette med de ødelæggelser, Det Tredje Rige havde forårsaget. Schönberg og Bergs modernisme var en tillokkende mulighed for de unge komponister, da deres værker var blevet forbudt af nazisterne og var fri for enhver antydning påvirkning fra det tidligere regime. Bernd Alois Zimmermann så hen til Bergs Wozzeck for inspiration til sin eneste opera Die Soldaten (1965), og Aribert Reimann fortsatte den ekspressionistiske tradition med sin shakespearske opera, Lear (1978). Den mest alsidige og internationalt berømte af efterkrigstidens tyske komponister var måske Hans Werner Henze, der har produceret en række værker, som blander arven fra Berg med stilen fra italienske komponister som Verdi. Eksempler på hans operaer er Boulevard Solitude , Die Bassariden (til en libretto af W.H. Auden) og Das verratene Meer. Karlheinz Stockhausen tog en endnu mere avantgardistisk retning med sin enorme opera-cyklus baseret på de syv dage i ugen, Licht (1977-). Giselher Klebe har skabt et omfattende operakorpus baseret på litterære værker. Andre førende komponister, der stadig producerer operaer i dag, omfatter Wolfgang Rihm og Olga Neuwirth.